# Pyszkowce (stacja kolejowa)
Pyszkowce (ukr. Пишківці, ros. Пышковцы) – stacja kolejowa w miejscowości Pyszkowce, w rejonie buczackim, w obwodzie tarnopolskim, na Ukrainie.
Stacja powstała w czasach Austro-Węgier na linii Galicyjskiej Kolei Transwersalnej.